# Славинк
Славинк — голландское мясное блюдо, состоящее наполовину из фарша из свинины и фарша из говядины, завернутое в голландский бекон, и приготовленное на масле в течение 15 минут. Разновидность блюда называется «blinde vink». Оно готовится с участием телятины. 
Впервые Славинк был сделан в 1952 на бойне «Slagerij Spoelder» в Ларене, изобретение нового блюда принесла местным мясникам премию «Golden Butcher's Ring». Первоначально, начинка Славинка была сделана из копченной колбасы, но потом рецепт был изменен. Славинк можно перевести как зяблик. Слово Славинк вероятно происходит от слова slagersvink, зяблик+мясник.

## Галерея

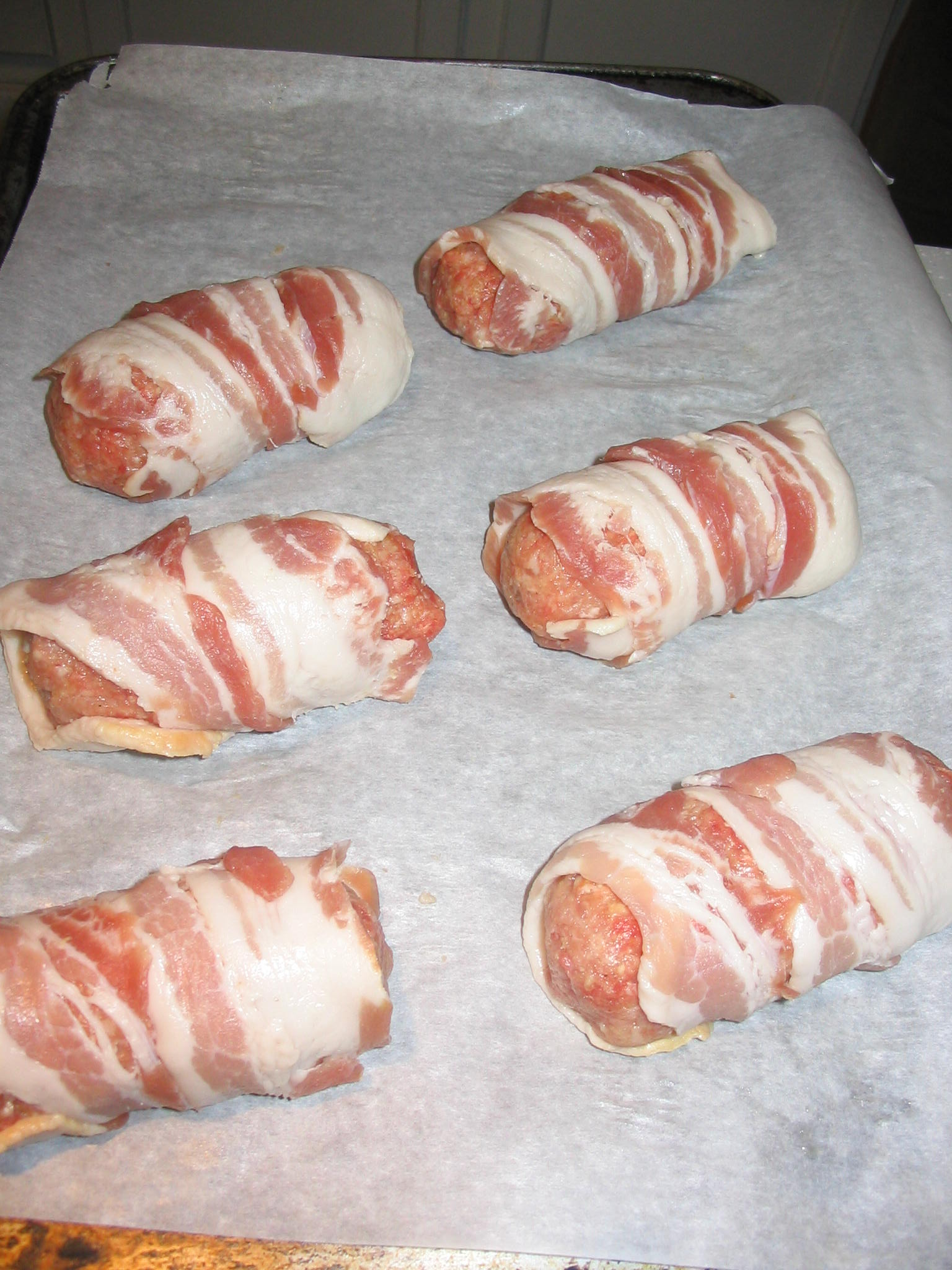
Шесть славинков, готовых к обжарке
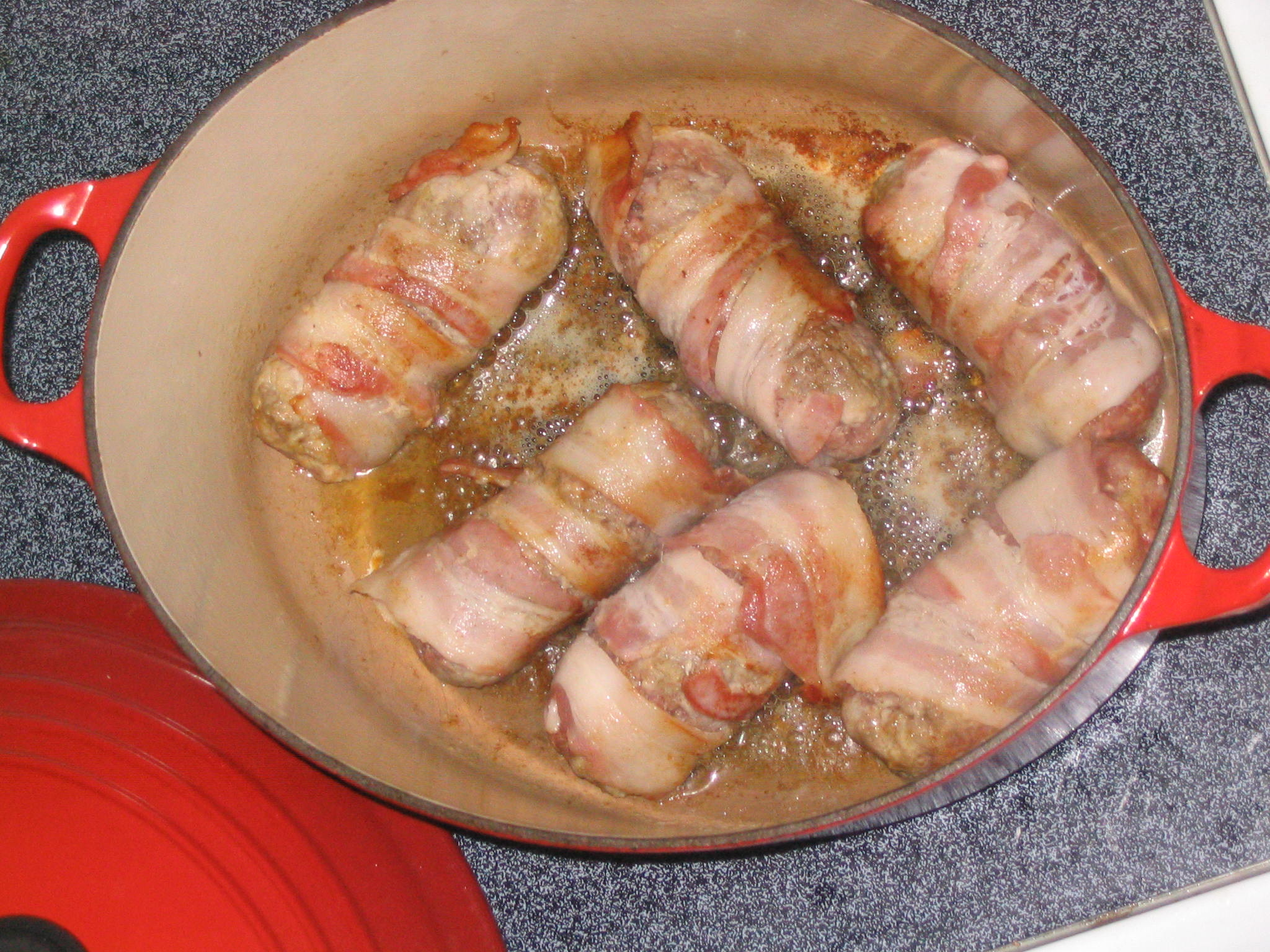
Славинки, готовые к тушению